# Oconto Falls
Oconto Falls ist eine Kleinstadt (mit dem Status „City“) im Oconto County im US-amerikanischen Bundesstaat Wisconsin. Im Jahr 2010 hatte Oconto Falls 2891 Einwohner.
Oconto Falls ist Bestandteil der Metropolregion um die Stadt Green Bay. 

## Geografie

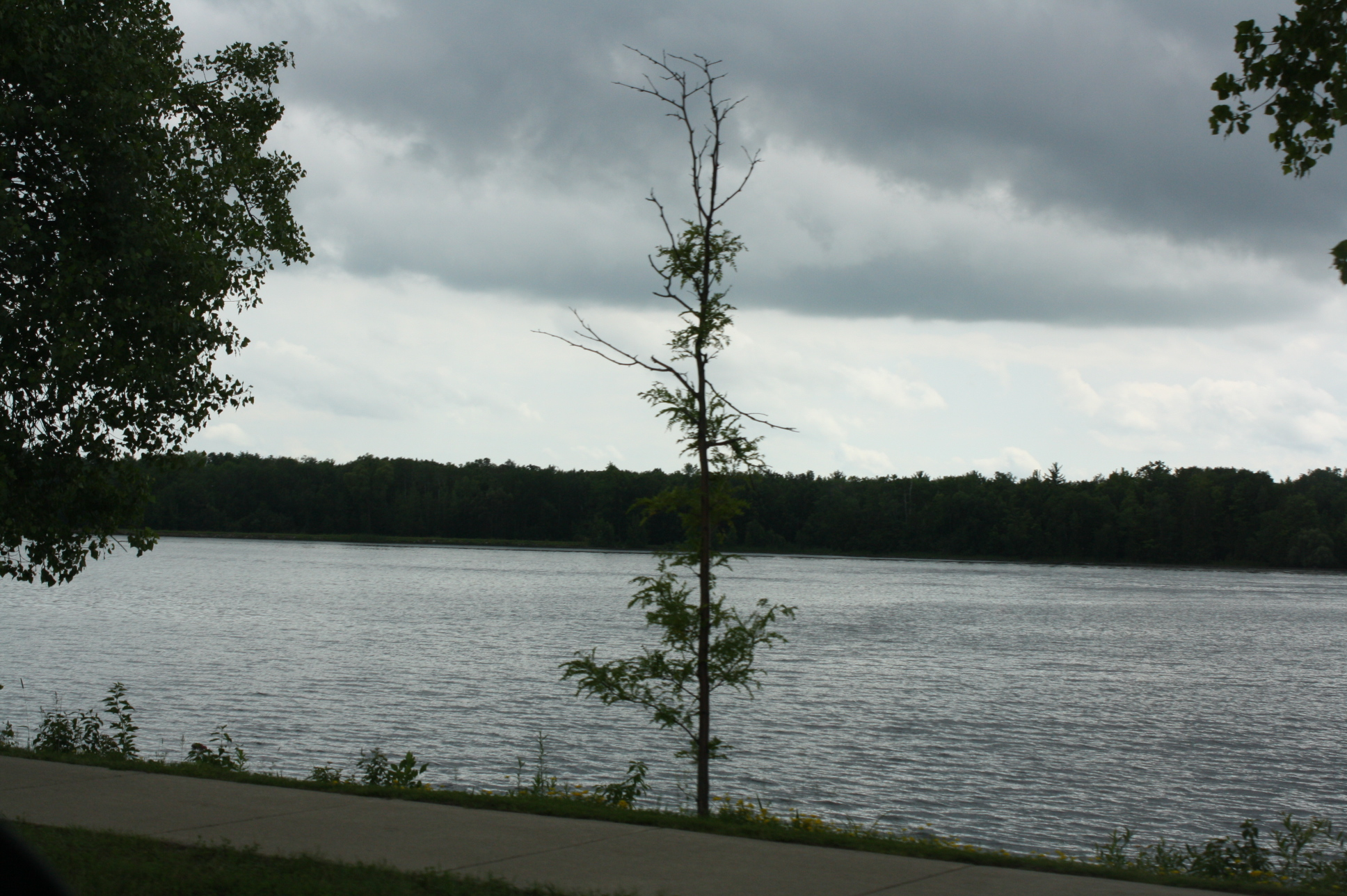
Der Oconto River in Oconto Falls

Oconto Falls liegt im Osten Wisconsins beiderseits des Oconto River, der 26,5 km östlich in die Green Bay des Michigansees mündet. 
Die geografischen Koordinaten von Oconto Falls sind 44°52′30″ nördlicher Breite und 88°8′34″ westlicher Länge. Das Stadtgebiet erstreckt sich über eine Fläche von 7,64 km² und wird von der Town of Oconto Falls und der Town of Stiles umgeben, ohne einer davon anzugehören. 
Benachbarte Orte von Oconto Falls sind Spruce (9,5 km nördlich), Lena (15,8 km nordöstlich), Oconto (23,6 km östlich), Stiles (8,3 km ostsüdöstlich), Abrams (18,5 km südöstlich), Chase (23,8 km südlich), Green Valley (17,7 km südwestlich) und Gillett (14,7 km westlich).
Das Stadtzentrum von Green Bay liegt 48,7 km südsüdöstlich von Oconto Falls. Die weiteren nächstgelegenen größeren Städte sind Wisconsins größte Stadt Milwaukee (230 km südlich), Chicago in Illinois (376 km in der gleichen Richtung), Appleton (87,5 km südsüdwestlich), Wisconsins Hauptstadt Madison (261 km in der gleichen Richtung), Wausau (147 km westlich), die Twin Cities in Minnesota (421 km in der gleichen Richtung), Duluth am Oberen See in Minnesota (468 km nordwestlich) sowie Sault Ste. Marie in Michigan und die gleichnamige Nachbarstadt in der kanadischen Provinz Ontario (425 km nordöstlich).

## Verkehr
Neun Kilometer östlich von Oconto Falls verläuft in Nord-Süd-Richtung der vierspurig ausgebaute U.S. Highway 141. Durch das Stadtgebiet verläuft in Ost-West-Richtung der Wisconsin State Highway 22. Alle weiteren Straßen sind untergeordnete Landstraßen, teils unbefestigte Fahrwege sowie innerstädtische Verbindungsstraßen.
In Oconto Falls befindet sich der westliche Endpunkt einer Eisenbahnlinie für den Frachtverkehr der Escanaba and Lake Superior Railroad.
Mit dem J. Douglas Bake Memorial Airport in Oconto befindet sich 25,4 km östlich ein kleiner Flugplatz. Der nächste Verkehrsflughafen ist der Austin Straubel International Airport in Green Bay (53,9 km südlich). 

## Bevölkerung
Nach der Volkszählung im Jahr 2010 lebten in Oconto Falls 2891 Menschen in 1251 Haushalten. Die Bevölkerungsdichte betrug 378,4 Einwohner pro Quadratkilometer. In den 1251 Haushalten lebten statistisch je 2,24 Personen. 
Ethnisch betrachtet setzte sich die Bevölkerung zusammen aus 95,9 Prozent Weißen, 0,1 Prozent Afroamerikanern, 1,5 Prozent amerikanischen Ureinwohnern, 0,4 Prozent Asiaten sowie 0,3 Prozent aus anderen ethnischen Gruppen; 1,7 Prozent stammten von zwei oder mehr Ethnien ab. Unabhängig von der ethnischen Zugehörigkeit waren 1,2 Prozent der Bevölkerung spanischer oder lateinamerikanischer Abstammung. 
24,4 Prozent der Bevölkerung waren unter 18 Jahre alt, 58,4 Prozent waren zwischen 18 und 64 und 17,2 Prozent waren 65 Jahre oder älter. 52,3 Prozent der Bevölkerung waren weiblich.
Das mittlere jährliche Einkommen eines Haushalts lag bei 39.144 USD. Das Pro-Kopf-Einkommen betrug 26.571 USD. 17,2 Prozent der Einwohner lebten unterhalb der Armutsgrenze.